# 吕贝克殉道士

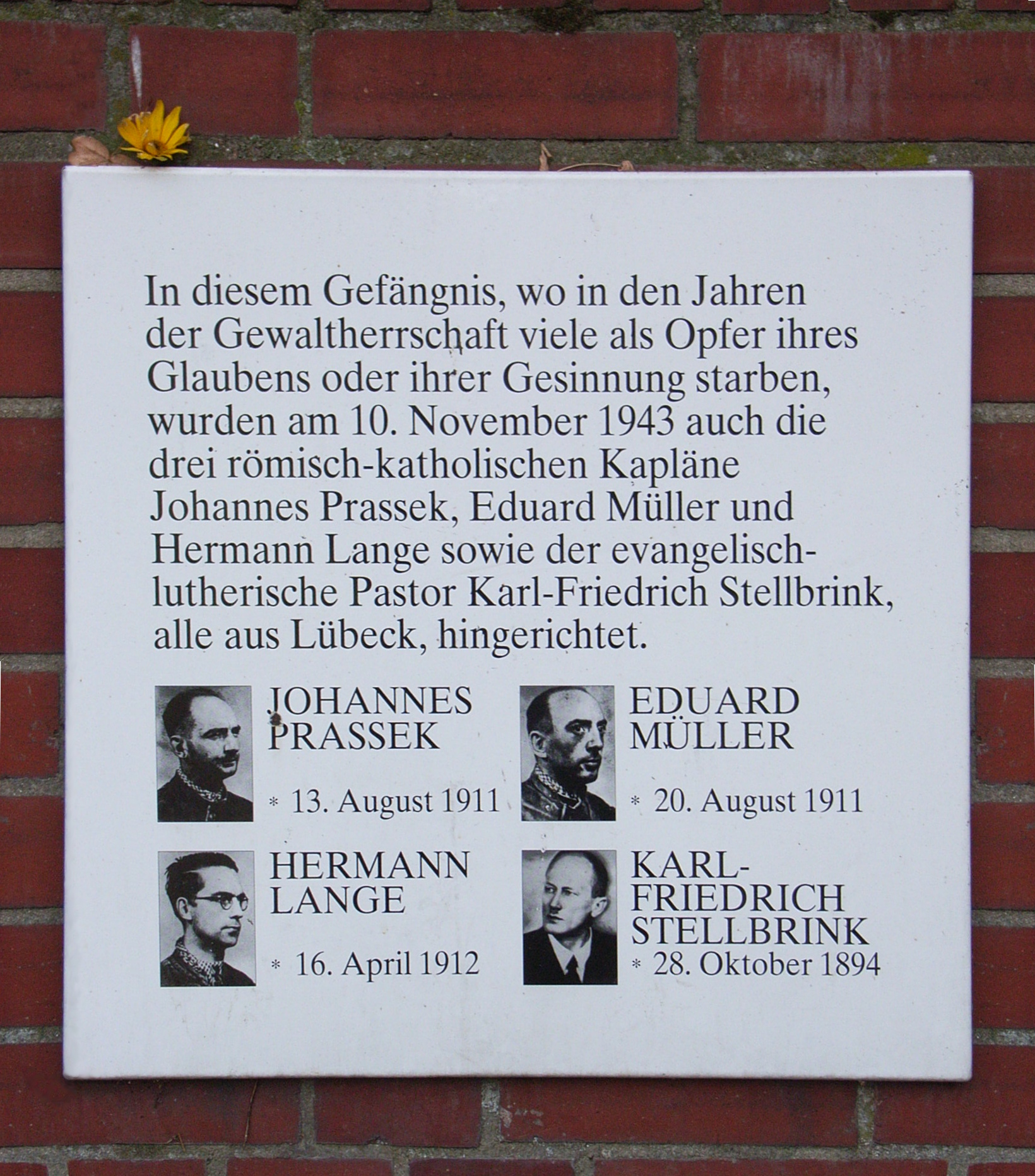
汉堡监狱的纪念牌

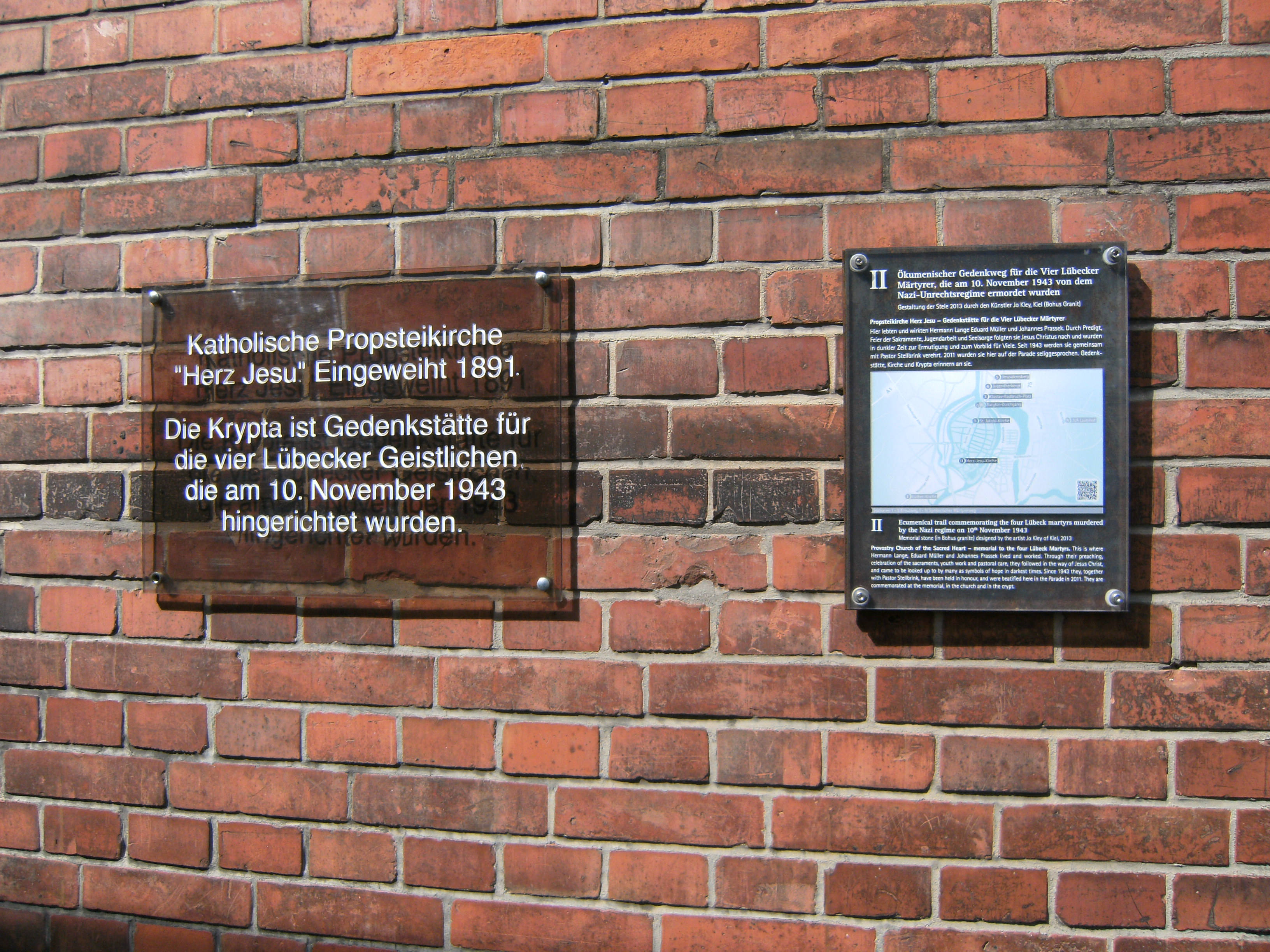
吕贝克耶稣圣心教堂的纪念牌

吕贝克殉道士（德语：Lübecker Märtyrer）是活动于纳粹德国时期的三位天主教神父：约翰尼斯·普拉塞克（Johannes Prassek）、赫尔曼·朗格（Hermann Lange）、爱德华·穆勒（Eduard Müller），和一位新教牧师卡尔·弗里德里希·施泰尔布林克(Karl Friedrich Stellbrink)，他们于1943年11月10日在汉堡被斩首。
三位天主教神父属于德國吕贝克内城的耶稣圣心教堂，施特尔布林克是路德教堂的牧师。自1941年起，他们和明斯特主教克莱门斯·奥古斯特·冯·加伦枢机相互联系，交换信息。 
在1942年的棕枝主日，施特尔布林克在布道中，将英国在夜晚的空袭解释为上帝的审判。 
他在1942年4月7日被捕。5月18日普拉塞克被捕，6月15日朗格被捕，6月22日米勒被捕。除了神职人员以外，还有18名天主教平信徒被捕。
一年后，1943年6月22日到24日进行了审判，被控以广播犯罪、叛逆资敌、破坏军队士气的罪名，判处死刑。同案的俗人被告，也被判处重刑。
在行刑60周年之际，汉堡总主教宣布开始吕贝克殉道士为真福品的过程。同时，他同意与路德会的荷斯坦泰因吕贝克主教成立一个合一小组，以确保共享记忆。宣福计划于2011年6月25日在吕贝克进行。 
在吕贝克圣心教堂和路德教堂的地下室，有纪念这些神职人员的纪念碑。